# Авербах, Михаил Александрович
Михаи́л Алекса́ндрович Аверба́х (24 августа [6 сентября] 1904, Воронеж — 27 июня 1980, Москва) — советский кинорежиссёр и сценарист, более всего известный в эпоху немого кино. Заслуженный деятель искусств РСФСР (1968).

## Биография
Родился 24 августа (6 сентября) 1904 года в Воронеже. С 1923 по 1925 года занимался в Государственной школе кинематографии (киномастерская Льва Кулешова). По окончании в 1927 году ЦЕТЕТИСа дебютировал в кино. 
В период с 1927 по 1934 годы попеременно работал на ленинградских студиях «Белгоскино» и «Совкино» (впоследствии «Союзкино»), снимавших игрывое кино.
К моменту съёмок своей последней немой картины «Кто твой друг» (1934) Авербах уже считался опытным режиссёром. Когда выбранная им только начинавшая свою актёрскую кинокарьеру молодая Клавдия Шульженко один на один оказалась с глазком камеры, следящим за каждым её движением, то невольно растерялась:

Помог режиссёр. Михаил Александрович Авербах, несмотря на свой возраст, был опытным кинематографистом. Его умение ставить чёткие задачи, его обычай тщательно репетировать эпизод до начала съёмки оказались как нельзя кстати…
— из книги воспоминаний «Три влечения Клавдии Шульженко» Г. Скороходова
С 1952 года — режиссёр документального кино на Ленинградской студии кинохроники (с 1968 года —Ленинградская студия документальных фильмов). Сотрудничал с Западно-Сибирской студией кинохроники.
Член Союза кинематографистов СССР (Ленинградское отделение).
Скончался 27 июня 1980 года. Похоронен на Ваганьковском кладбище.

## Фильмография

### Режиссёр
- 1927 — Чадра
- 1928 — В большом городе (совм. с М. С. Донским)
- 1929 — Цена человека (совм. с М. С. Донским, не сохранился)
- 1930 — Подземное солнце
- 1931 — Кровь земли
- 1932 — Честь
- 1934 — Кто твой друг
- 1958 — Повесть о земле Якутской
- 1958 — Великолепная предусмотрительность (документальный)
- 1960 — Великое предвидение[3]
- 1963 — Совесть призывает[4]
- 1964 — От имени науки[5]
- 1965 — С тобой, Россия![6]
- 1966 — Юрий Толубеев[7]
- 1968 — На поле Бородинском[8]
- 1968 — Российская радуга[9]
- 1968 — Российская рапсодия
- 1970 — Калуга — колыбель космонавтики[10]
- 1973 — Встреча в Академгородке (совм. с М. Шерманом)[11]

### Сценарист
- 1927 — В большом городе
- 1968 — Российская радуга (совм. с П. Бахмутским, Н. Семёновым)

## Награды и звания
- Заслуженный деятель искусств РСФСР (1968)[1]